# Baron Lucas
Baronowie Lucas 1. kreacji (parostwo Anglii)
- 1645−1671: John Lucas, 1. baron Lucas
- 1671−1688: Charles Lucas, 2. baron Lucas
- 1688−1705: Robert Lucas, 3. baron Lucas

Baronowie Lucas 2. kreacji (parostwo Anglii)
- 1663−1701: Mary Grey, 1. baronowa Lucas
- 1701−1740: Henry Grey, 1. książę Kentu, 1. markiz Grey i 2. baron Lucas
- 1718−1723: Anthony Grey, hrabia Harold i 3. baron Lucas
- 1740−1797: Jemima Grey, 2. markiza Grey i 4. baronowa Lucas
- 1797−1833: Amabel Hume-Campbell, 1. hrabina de Grey i 5. baronowa Lucas
- 1833−1859: Thomas Philip de Grey, 2. hrabia de Grey i 6. baron Lucas
- 1859−1880: Anne Florence Cowper, 7. baronowa Lucas
- 1880−1905: Francis Thomas de Grey Cowper, 7. hrabia Cowper, 8. baron Lucas i 4. lord Dingwall
- 1905−1916: Auberon Thomas Herbert, 9. baron Lucas i 5. lord Dingwall
- 1916−1958: Nan Ino Cooper, 10. baronowa Lucas i 6. lady Dingwall
- 1958−1991: Anne Rosemary Palmer, 11. baronowa Lucas i 7. lady Dingwall
- od 1991: Ralph Matthew Palmer, 12. baron Lucas i 8. lord Dingwall

Następca 12. barona Lucas: Lewis Edward Palmer